# Francisco Ruiz (bisbe)
Francisco Ruiz, O.F.M. (Toledo, c.1476-Àvila, 23 d'octubre de 1528) va ser un religiós castellà, membre de l'orde de Sant Francesc, company i secretari del cardenal i arquebisbe de Toledo Francisco Jiménez de Cisneros. Va ser predicar a Amèrica, i en tornar a Espanya, va ser nomenat bisbe de Ciudad Rodrigo (1509-1514) i després d'Àvila (1514-1528)
D'orígens humils, Gil González Dávila afirma que els seus pares eren molt pobres i que l'enviaren a la catedral de Toledo com a escolà, on destacà per les seves qualitats en cant, més tard estudià en el col·legi d'un mestrescola i canonge de la catedral. Va prendre els hàbits de l'orde de Sant Francesc al convent de Santa Maria de Jesús a Alcalá de Henares el 1493, i fou guardià seu Juan de Marchena.
Recent entrat a l'orde, amb disset o divuit anys, va ser recomanat a Francisco Jiménez de Cisneros, llavors recentment nomenat provincial dels franciscans, que tenia la necessitat d'un jove acompanyant que li fes menys feixuc el viatges que hauria realitzar i l'ajudés en les seves tasques. Així, Ruiz esdevingué home de confiança, confessor i secretari del futur cardenal, i ambdós feren camí, Cisneros sobre un ase i Ruiz a peu, i a més demanava almoina en nom dels dos, car no permetia que el seu amo en demanés.
Ruiz va anar a les Índies ran d'una petició de Cisneros, aleshores ja nomenat arquebisbe de Toledo, als monarques de controlar més l'acció dels governadors i de la bona expansió de la fe cristiana a Amèrica amb l'enviament de religiosos, que gaudissin de poder per aturar males praxis i els possibles desordres. Ruiz arribà al continent juntament amb altres frares, Juan Trasierra i Juan de Robles. Allà va dur una vida de predicació i evangelització, a més de revisar l'acció dels governadors sobre els indígenes. El clima no li fou favorable i va emmalaltir, quelcom que el va obligar tornar a la península sis mesos després. A la seva tornada, Ruiz portava regals exòtics i un grup d'indígenes per als monarques i per al cardenal Cisneros, de qui tornà a ser secretari.
El 1509 va ser nomenat bisbe de Ciudad Rodrigo, el mateix any acompanyava a Cisneros a la presa i entrada la ciutat d'Orà. Va restar en aquesta diòcesi fins a 1514, que és promogut a bisbe d'Àvila, a la mort d'Alonso Carrillo de Albornoz, durant l'exercici del qual mor el cardenal Cisneros, que deixà a Ruiz com a testamentari. El 1522, amb motiu de l'elecció del papa Adrià VI, inquisidor general d'Espanya i mestre de l'emperador Carles V, Ruiz va ser un dels prelats que l'acompanyà fins a Itàlia, i es mantingué en la seva obediència fins a la seva mort el 14 de setembre de 1523.
El 1524 va contractar la seva sepultura des de Gènova, en tornar a Espanya va passar la resta dels seus dies a la seva diòcesi. Ruiz fou sempre un gran amant de l'art, i durant el seu mandat es van fer moltes obres d'art a la Catedral d'Àvila, especialment escultures realitzades per Vasco de la Zarza. També va fundar i dotar la capella major del convent de San Juan de la Penitencia de Toledo, on es feu enterrar, o les obres de Santo Domingo el Antiguo.